# Hariphunchai
Il Regno di Hariphunchai (in lingua pāli: Haripunjaya) fu uno Stato fondato in una data incerta tra il VII e l'VIII secolo dai mon nel territorio dell'odierna Thailandia del Nord. Prese il nome dalla sua capitale, Hariphunchai, l'antico nome della odierna Lamphun. Fu l'unico dei regni della cultura mon Dvaravati a non cadere nelle mani dell'Impero Khmer, la cui espansione aveva sottomesso buona parte del sud-est asiatico. Il regno ebbe fine attorno al 1290, quando le armate del re Mangrai ne conquistarono la capitale e lo annetterono al neonato Regno Lanna.
Le notizie sul regno sono poche e frammentarie, i documenti esistenti si basano sulle rare e scarsamente informative iscrizioni ritrovate. Varie cronache della regione forniscono resoconti sul regno, che differiscono tra loro soprattutto per quanto riguarda la cronologia. Un influente studio e la relativa cronologia fu quella stilata dallo storico francese George Coedès, che a sua volta si basò su fonti diverse e talvolta in conflitto tra loro.

## Fondazione
Secondo le cronache di Hariphunchai Camadevivamsa (la leggenda della regina Jama), scritte a Chiang Mai nel XV secolo, la mueang (città-Stato del sud-est asiatico) di Hariphunchai fu fondata da alcuni religiosi nel VII secolo. Questi monaci intesero farne un regno ed individuarono in Jamadevi, figlia del re di Lavo (l'odierna Lopburi, situata molto più a sud), la persona meritoria adatta per guidare il nuovo Stato. Il Regno di Lavo era uno degli Stati della federazione mon Dvaravati, che aveva diffuso il Buddhismo Theravada nella valle del Chao Phraya.
Jamadevi accettò la carica e prese possesso del trono, accompagnata da molti religiosi e sudditi a lei fedeli, dopo un lungo e pericoloso viaggio con cui risalì i fiumi Chao Phraya e Ping. Donna di grande virtù, negli anni in cui fu regina contribuì alla diffusione del Buddhismo Theravada nella regione. Tale fede era stata da poco introdotta nel sudest asiatico da monaci di Ceylon, ed aveva acquisito un proprio sviluppo nella regione convivendo con il preesistente Induismo ed altre credenze locali. La regina ebbe due gemelli, uno le succedette sul trono di Hariphunchai e l'altro fu posto sul trono della vicina Khelang, chiamata oggi Lampang. Secondo fonti più recenti, il regno di Hariphunchai fu fondato attorno alla metà dell'VIII secolo.
L'ipotesi che il Regno di Hariphunchai appartenesse all'etnia mon è stata avanzata per la prima volta da George Coedès dopo che prese visione delle iscrizioni ritrovate a Lamphun scritte in lingua mon antica e pali e delle antiche cronache riguardanti Hariphunchai chiamate Jinakalamali e Camadevivamsa. Nella sua traduzione di tali reperti, pubblicata nel 1925, lo storico francese non specifica la composizione etnica del popolo amministrato nel regno. La fondazione di Hariphunchai avvenne comunque molto prima dell'istituzione delle prime mueang dei popoli tai, in particolare dei siamesi, nella valle del Chao Phraya.

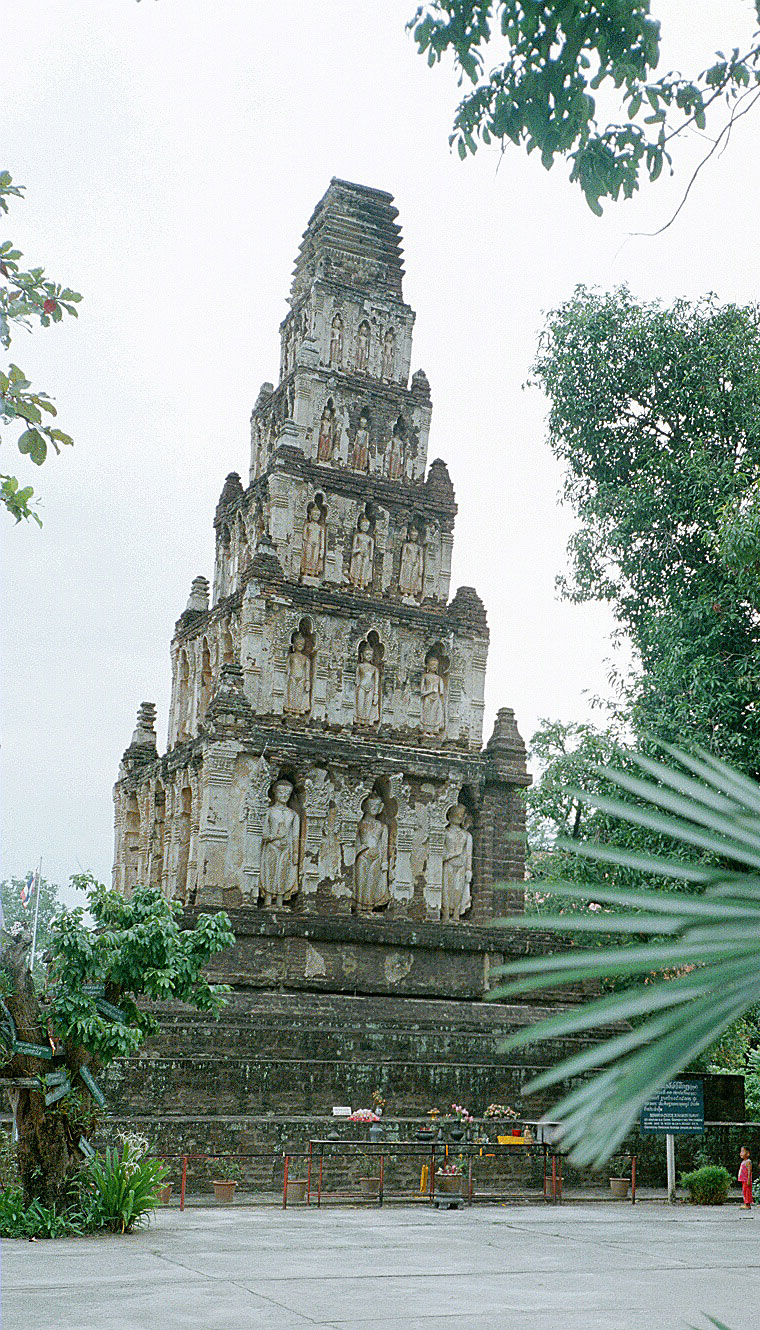
Wat Chamathewi a Lamphun, esempio di architettura dell'ultimo periodo di Hariphunchai; si ipotizza sia stato costruito sul terreno dove sorgeva il palazzo reale di Jamadevi

## Organizzazione ed espansione
L'amministrazione di Hariphunchai fu un modello per i regni vicini. La capitale era circondata da diverse cittadelle fortificate e collegate tra loro, che le garantivano la sicurezza militare in caso di attacchi esterni. Gli importanti scambi commerciali con Paesi lontani portarono Hariphunchai a sviluppare il settore della produzione specializzata. Le città del regno si ingrandirono accogliendo le popolazioni sparse nelle aree rurali, attratte dalla buona organizzazione comunale. Si verificò un produttivo incontro tra culture, mentalità e religioni diverse, che determinarono una nuova identità regionale. I governanti diedero un modello di amministrazione che trasformò l'obsoleto sistema delle muang di quel tempo in un moderno sistema feudale.
Inizialmente dipendente dal Regno di Lavo, Hariphunchai affermò la propria indipendenza all'interno della confederazione degli Stati dei mon, quelli che formavano Dvaravati in quella regione ed il Regno di Thaton, situato nel territorio che fa oggi parte della bassa Birmania. Fiorente fu la cultura ed in particolari le arti, fortemente influenzate dalla cultura dell'India, che venne diffusa nella parte settentrionale dell'area Dvaravati grazie a Hariphunchai. Furono sviluppate anche le leggi e l'agricoltura, con l'adozione di nuovi sistemi di irrigazione.

## Eventi del regno riportati su reperti archeologici
Secondo la leggenda, il chedi dorato del tuttora esistente Wat Phra That Hariphunchai di Lamphun fu costruito nel IX secolo e al suo interno fu riposta una reliquia di Buddha, eventi che fanno del wat uno dei templi più importanti della Thailandia. Il chedi prese l'aspetto odierno durante la ristrutturazione risalente ai tempi di re Mangrai di Lanna, tra la fine del XIII secolo e l'inizio del XIV.
Tra le iscrizioni venute alla luce a Lamphun, alcune riportano eventi storici di una certa rilevanza, anche se la loro traduzione può contenere inesattezze, viste le discrepanze con le cronache. Una descrive che, attorno alla metà dell'XI secolo, il re di Hariphunchai Traphaka invase il Regno di Lavo, a quel tempo retto da Ucchittacakkavati. Mentre i due schieramenti si preparavano alla battaglia, l'esercito khmer del re Suryavarman I sopraggiunse e si impadronì di Lavo, costringendo entrambi gli eserciti mon a rifugiarsi ad Hariphunchai. Il primo ad arrivare nella capitale fu Ucchittacakkavati, che prese così il trono di Traphaka. Dopo la sconfitta, quest'ultimo tentò invano di impossessarsi di Lavo. Negli anni immediatamente successivi, Ucchittacakkavati costrinse alla fuga i khmer di Suryavarman I che avevano invaso le sue terre.
Pochi anni dopo il vano tentativo di Suryavarman I di impadronirsi del regno, una grave epidemia di colera si abbatté su Hariphunchai durante il governo di re Kambalaraj. La popolazione fu costretta a lasciare Hariphunchai e ad ottenere ospitalità presso il Regno di Thaton. In questo periodo vi fu la conquista di Thaton da parte di Anawratha del Regno di Pagan, ed i superstiti si rifugiarono a Hanthawaddy, l'odierna Pegu, altra città storica del popolo mon. Sei anni dopo che l'avevano lasciata, i mon di Hariphunchai furono in grado di tornare nella propria terra.

## Massimo splendore e crollo
Le cronache di Hariphunchai narrano che l'Impero Khmer invano assediò più volte la città dopo aver sottomesso il Regno di Lavo e tutte le altre città Stato della federazione Dvaravati. L'inizio del XIII secolo fu un periodo d'oro per Hariphunchai, in quanto le cronache parlano solo di attività religiose o costruzione di edifici, non di guerre. Verso la fine del secolo si affermarono nella regione i tai yuan guidati dal re Mangrai, un grande stratega che seppe mantenere l'indipendenza del proprio Regno di Ngoenyang dall'invasione dei mongoli della dinastia Yuan, insediatasi in quegli anni sul trono dell'Impero Cinese. I tai yuan sono uno dei popoli tai, i cui primi membri si suppone siano entrati in Hariphunchai in questo periodo.
Mangrai riuscì a sottomettere Hariphunchai intorno al 1290 grazie al locale mercante Ai Fa, un suo confidente che si era fatto eleggere primo ministro di Hariphunchai e favorì l'invasione delle truppe tai yuan. Il re Yi Ba, ultimo sovrano di Hariphunchai, fuggì e si rifugiò nella vicina Khelang. Mangrai si trasferì nella città conquistata e vi rimase per tre anni. Fu in quel periodo che, grazie alla vastità dei territori sotto il suo dominio, il sovrano ribattezzò il proprio regno con il nome Lanna, che significa un milione di risaie.
Il re dei tai yuan si rese conto che la città era troppo piccola per le sue ambizioni ed aveva troppi templi, e ordinò quindi il trasferimento della capitale a Wiang Kum Kam, la nuova città fatta costruire nella fertile valle del fiume Ping nelle vicinanze dell'odierna Chiang Mai, che avrebbe fondato qualche anno dopo. Dopo la conquista, i Tai Yuan ebbero grande rispetto per Hariphunchai, di cui avevano assorbito la cultura ed avevano mutuato la fede del Buddhismo Theravada. Furono questi i motivi per cui, anche negli anni successivi, Hariphunchai rimase la capitale culturale e religiosa del Regno Lanna. Gli stessi templi e palazzi delle nuove città Lanna furono costruiti secondo lo stile tardo Hariphunchai.

## Elenco dei sovrani
I nomi dei sovrani del Regno di Hariphunchai secondo Tamnan Hariphunchai (Storia del Regno di Hariphunchai):
1. Jamadevi
2. Hanayos
3. Kumanjaraj
4. Rudantra
5. Sonamanjusaka
6. Samsara
7. Padumaraj
8. Kusadeva
9. Nokaraj
10. Dasaraj
11. Gutta
12. Sera
13. Yuvaraj
14. Brahmtarayo
15. Muksa
16. Traphaka

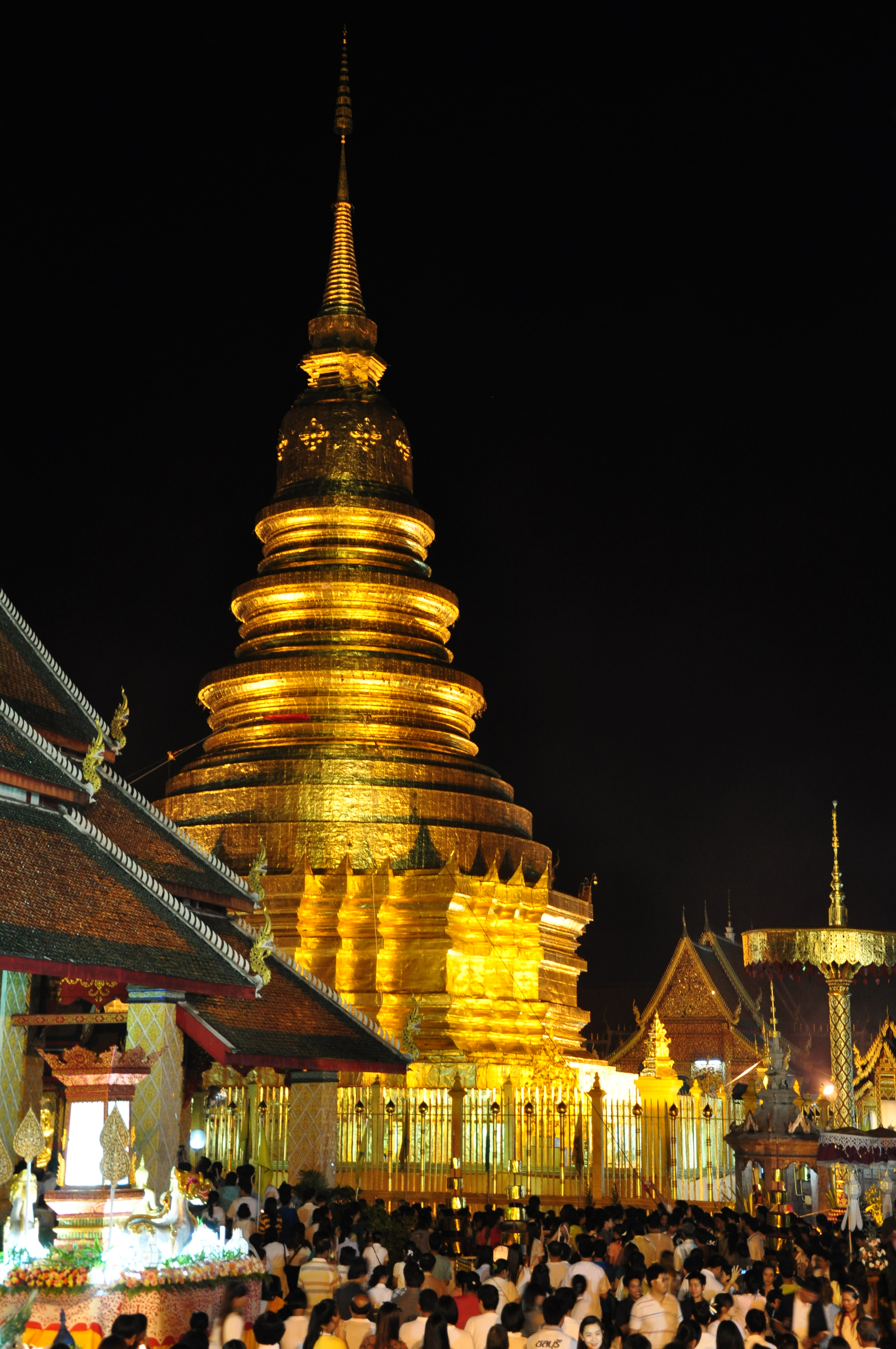
Il chedi dorato del Wat Phra That Hariphunchai di Lamphun, costruito nel IX secolo

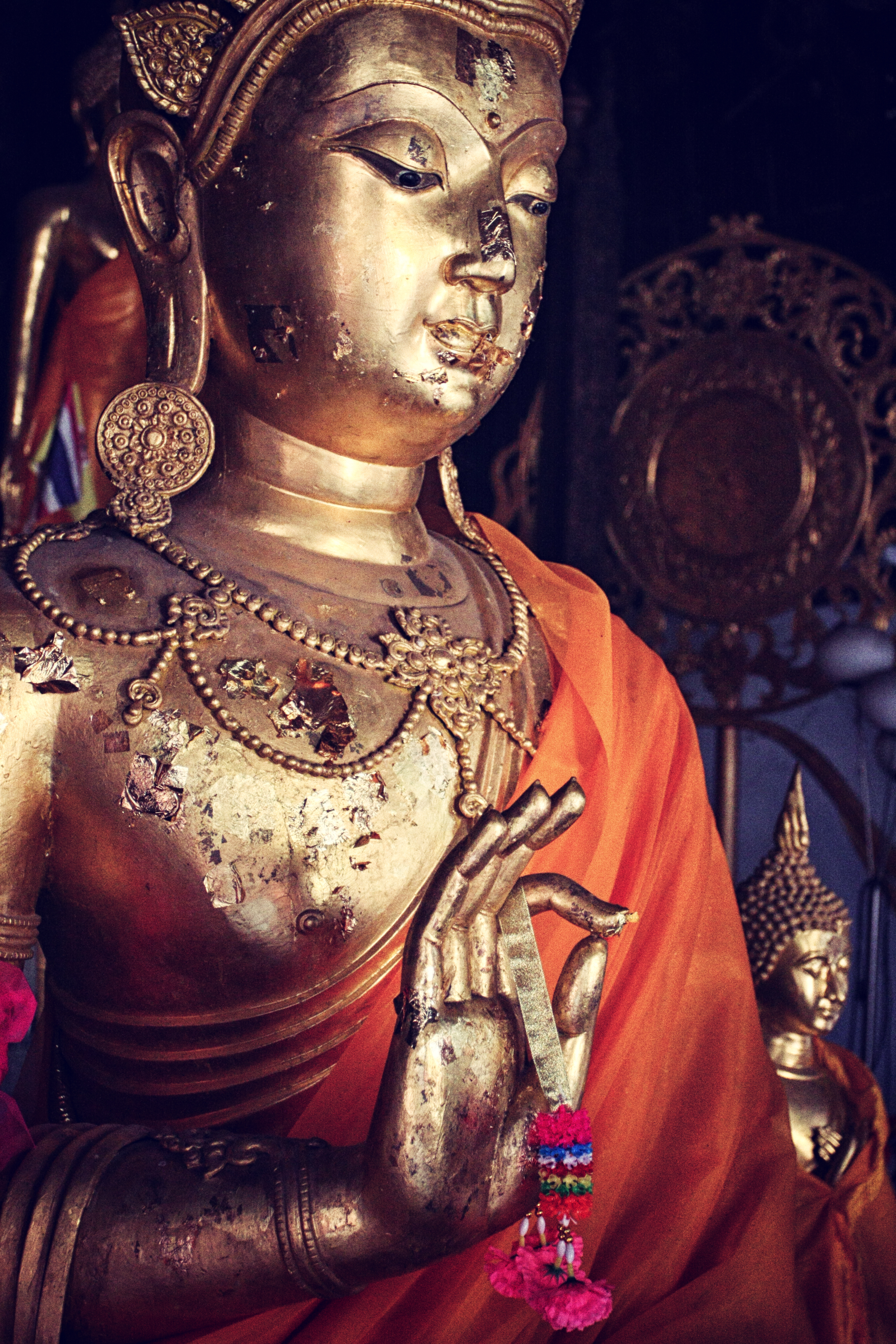
Statua del Buddha nel Wat Phra That Hariphunchai, classico esempio dello stile scultoreo Hariphunchai

17. Uchitajakraphad (o Ucchittacakkavati)
18. Kampol (o Kambalaraj)
19. Jakaphadiraj
20. Vasudev
21. Yeyyala
22. Maharaj
23. Sela
24. Kanjana
25. Chilanka
26. Phunthula
27. Ditta
28. Chettharaj
29. Jeyakaraj
30. Phatijjaraj
31. Thamikaraj
32. Ratharaj
33. Saphasith
34. Chettharaj
35. Jeyakaraj
36. Datvanyaraj
37. Ganga
38. Siribun
39. Uthen
40. Phanton
41. Atana
42. Havam
43. Trangal
44. Yotta
45. Yip (o Yi Ba?)